# 森下忠
森下 忠（もりした ただし、1924年1月1日 - ）は、日本の刑法学者。学位は、法学博士（京都大学・論文博士・1962年）（学位論文「緊急避難の研究」）。広島大学名誉教授。弁護士であったが、後述の不祥事を契機に弁護士を辞めた。

## 略歴
鳥取県出身。森下重義・つねの二男。1950年、京都大学法学部卒業、1952年に岡山大学講師、後に助教授。1962年、「緊急避難の研究」で、京都大学より法学博士の学位を取得。1965年、岡山大学教授、1976年、広島大学法学部教授、1987年に定年退官、名誉教授、駿河台大学教授、1994年に退職し、その後、岡山大学名誉教授。弁護士。
後述の不祥事により2015年に横浜弁護士会（現神奈川弁護士会）を退会。

## 研究分野
国際犯罪の防止、防圧のためにとるべき法規制についての研究で著名。海外の刑事法についても紹介してきた。京大在学中に志願囚として大阪刑務所に入った経験もある。古稀祝賀記念論文集に『変動期の刑事法学―森下忠先生古稀祝賀（上）』『変動期の刑事政策-森下忠先生古稀祝賀（下）』（成文堂）がある。

## 不祥事
2011年、相談者に了承なく法テラスに虚偽報告し代理援助申し込みをして着手金を請求した。また法テラスの規則を無視して相談者に15万円を請求し、後に相談者から返金を要求されたにもかかわらず拒否してそのまま返還しなかった。これにより2014年6月2日戒告処分を受けた。
この件で法テラスから登録契約について３年間の契約解除処分を受ける。

## 著書
- 『緊急避難の研究』（有斐閣、1960年）
- 『緊急避難の比較法的研究』（有信堂、1962年）
- 『刑法改正と刑事政策』（一粒社、1964年）
- 『刑事政策の新展開』（有信堂、1968年）
- 『国際刑事司法共助の理論』（成文堂、1975年）
- 『国際刑法の潮流』（成文堂、1977年）
- 『国際刑法の新動向』（成文堂、1979年）
- 『若き志願囚』矯正協会　1980 のち酒井書店
- 『国際刑事司法共助の研究』（成文堂、1981年）
- 『刑事政策大綱』（成文堂、1985年）
- 『イタリア刑法研究序説』（法律文化社、1985年）
- 『刑事政策入門』（成文堂、1987年）
- 『犯罪者処遇論の課題』（成文堂、1988年）
- 『刑事政策各論』（成文堂、1989年）
- 『刑事司法の国際化』（成文堂、1990年）
- 『刑事政策の論点I』（成文堂、1992年）
- 『犯罪人引渡法の理論』（成文堂、1993年）
- 『刑事政策の論点II』（成文堂、1994年）
- 『刑法総論』（悠々社、1995年）
- 『刑法の旅(1)』（信山社、1998年）
- 『新しい国際刑法』（信山社、2002年）
- 『刑法適用法の理論』（成文堂、2005年）
- 『刑法の旅(2)』（信山社、2006年）
- 『国際刑法学の課題』（成文堂、2007年）
- 『国際刑事裁判所の研究』（成文堂、2009年）
- 『国際刑法の新しい地平』（成文堂、2011年）
- 『国際汚職の防止』成文堂 2012 国際刑法研究
- 『諸外国の汚職防止法制』成文堂 2013

### 共著編
- 『刑法各論 判例体系』平場安治共著 有信堂 1954
- 『刑事政策演習』編 有信堂 1969
- 『犯罪学演習』編 有信堂 1974
- 『犯罪者の処遇』佐藤晴夫共編　有斐閣双書　1976
- 『刑法学』全4 西原春夫,藤木英雄共編　有斐閣双書　1977
- 『刑事政策を学ぶ』香川達夫共編　有斐閣選書 1978

### 翻訳
- フィリッポ・グラマティカ『社会防衛原理』編訳　成文堂　1980

## 親族
- 長男 森下国彦（弁護士）[1]
- 二男 森下健作（富士通コワーコ社長）[1][3]
- 義兄 田口圭太（妻郷美兄、ユニチカ社長、同会長）[4]